# Angelique Kerber
Angelique Kerber (Brema, 18 gennaio 1988) è un'ex tennista tedesca con cittadinanza polacca.
In carriera ha vinto quattordici titoli WTA in singolare, tra cui tre prove del Grande Slam: l'Australian Open e lo US Open nel 2016 e Wimbledon nel 2018. Grazie alla vittoria australiana è diventata la seconda tennista tedesca della storia, dopo Steffi Graf, ad avere trionfato in un Major. Nel 2016 si è aggiudicata anche la medaglia d'argento ai Giochi olimpici di Rio de Janeiro e ha raggiunto la finale al Master di fine anno.
All'età di 28 anni è diventata la tennista più anziana della storia a raggiungere la posizione numero uno al mondo del ranking mondiale, che ha mantenuto per 34 settimane non consecutive tra il 2016 e il 2017. Con un guadagno di oltre 32 milioni di dollari è stata inoltre l'ottava tennista ad avere guadagnato di più dai montepremi offerti dalla Women's Tennis Association. Secondo la rivista Forbes è stata la terza atleta più pagata del 2019 con un fatturato annuale pari a 11.8 milioni di dollari, preceduta da Serena Williams e Naomi Ōsaka.

## Biografia
Nata a Brema ma cresciuta a Kiel, nel nord della Germania, Kerber ha origini polacche per parte del padre, Slawek, e in gioventù ha anche considerato la possibilità di giocare per la Polonia. Dal 2012 ha ufficialmente trasferito la sua residenza a Puszczykowo, cittadina polacca nei pressi di Poznań, dove ha spesso trascorso le sue estati giocando sui campi del nonno paterno.
Mancina e dotata di rovescio bimane, tecnicamente era una giocatrice aggressiva da fondocampo con una leggera predilezione per il diritto, ma disponeva anche di un'ottima fase difensiva che le consentiva di rimettere in campo molte palle difficili. I migliori risultati li ha ottenuti sul cemento, sia all'aperto che indoor.

## Carriera

### 2004-2009: Esordi
Fra il 2004 e il 2007 vince otto titoli nel circuito ITF.
Debutta nel tabellone principale del circuito WTA al torneo di Hasselt, in Belgio, nel novembre del 2006, dove passa il primo turno approfittando del ritiro di Romina Oprandi, ma viene sconfitta al secondo turno da Ana Ivanovic.
Nel 2007 fa il suo debutto nei tornei del Grande Slam, prima nelle qualificazioni dell'Australian Open e poi, grazie ad una wild-card, nel tabellone principale dell'Open di Francia dove perde in entrambe le occasioni al primo incontro. Va meglio nei tornei su erba di Birmingham dove raggiunge gli ottavi, e di 's-Hertogenbosch dove giunge ai quarti. Nel resto della stagione raccoglie solo dei primi e secondi turni nei vari tornei ed esce da entrambi i tabelloni principali di Wimbledon e Flushing Meadows dove era stata invitata, rispettivamente contro Chakvetadze, che l'aveva fermata in Olanda, e Serena Williams. Kerber chiude la stagione entrando nella top100, alla posizione n. 84.
Inizia il 2008 ottenendo la sua prima vittoria in un grande Slam, battendo Maret Ani al primo turno dell'Australian Open, (al secondo verrà sconfitta da Schiavone). Successivamente si distingue per un terzo turno ottenuto ad Indian Wells perso contro Marion Bartoli, che l'aveva già sconfitta l'anno prima a Birmingham, ed una serie di sconfitta la primo o secondo turno come l'anno precedente. Vince altri due titoli ITF ma scivola fuori dalla top 100, chiudendo la stagione al n.108.
Nel 2009 esce al primo turno degli Australian Open contro Venus Williams, e dopo una serie di uscite al primo turno a dover superare le qualificazioni agli slam di Parigi e Wimbledon, che nonostante le esordienti vittorie non realizza. Si rifà durante l'estate americana dove riacquista il suo stato di forma e supera i tre incontri necessari per accedere al tabellone principale dello US Open dove batte al primo turno Petkovic, per poi essere eliminata al secondo da Maria Jose Martinez Sanchez in due set. Conclude la stagione con un'altra vittoria a livello ITF e alla posizione n.106 della classifica mondiale.

### 2010-2011: semifinale agli US Open

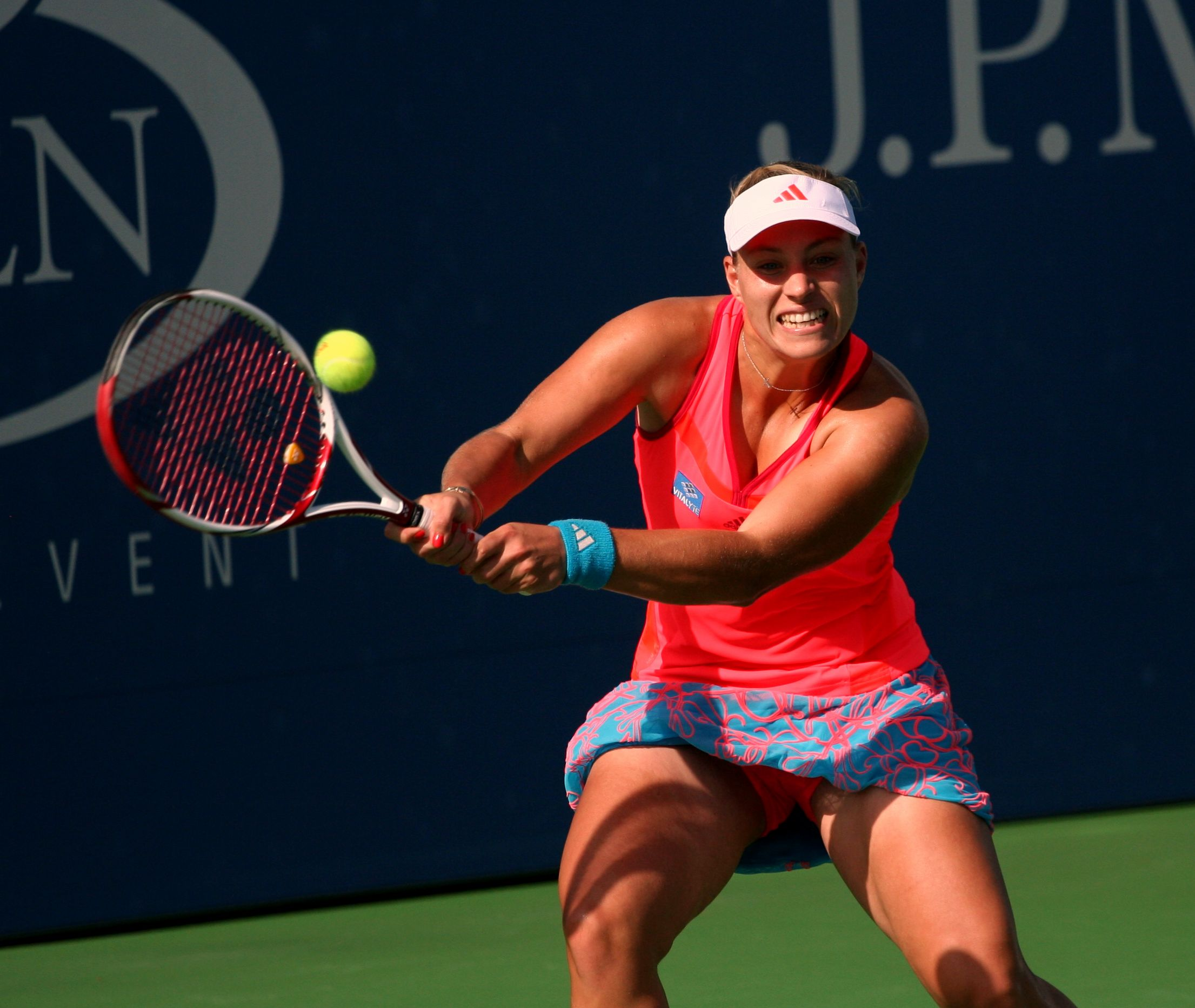
Kerber in azione allo US Open 2011, dove è arrivata nelle semifinali.

La tedesca inizia l'anno superando le qualificazioni dell'Australian Open per essere fermata al terzo turno dalla russa Kuznetsova. In seguito si sposta in terra sudamericana dove il 21 febbraio 2010 perde la finale del torneo WTA International di Bogotà contro la colombiana Mariana Duque Mariño con il punteggio di 4–6, 3–6. Sfrutta la sua migliore condizione su terra raggiungendo il terzo turno sia sulla terra verde di Charleston che su quella rossa marocchina di Fes, fermata rispettivamente da Hantuchova e da Voracova. Chiude la stagione sul rosso con solo un secondo turno all'Open di Francia. Sull'erba ben figura da subito con un terzo turno al torneo di Birmingham perso contro Li Na, posizione che conferma anche nello Slam di Wimbledon fermata da Gajdosova. Kerber conferma le sue difficoltà contro la cinese che la ferma nel successivo torneo di Copenaghen e quello autunnale di Pechino sempre allo stesso turno. Nel frattempo esce all'esordio all'US Open, e chiude la stagione con una semifinale ottenuta a Lussemburgo contro Görges.
Inizia la stagione ad Hobart dove raggiunge un terzo turno contro l'americana Bethanie Mattek-Sands. Esce al primo turno del successivo Australian Open, a cui fa seguire una serie di primi turni (compreso anche l'Open di Francia e Wimbledon) e qualche secondo turno. Si riprende solo d'estate sul cemento americano di Dallas dove raggiunge la semifinale contro Aravane Rezaï giusto in tempo per affrontare il successivo ed ultimo Slam stagionale a New York, dove raggiunge la semifinale, persa 3–6, 6–2, 2–6, contro l'australiana Stosur, poi vincitrice del torneo. Termina l'anno con un'altra semifinale ad Osaka contro Bartoli.

### 2012: primo titolo WTA e quarto di finale al Roland Garros

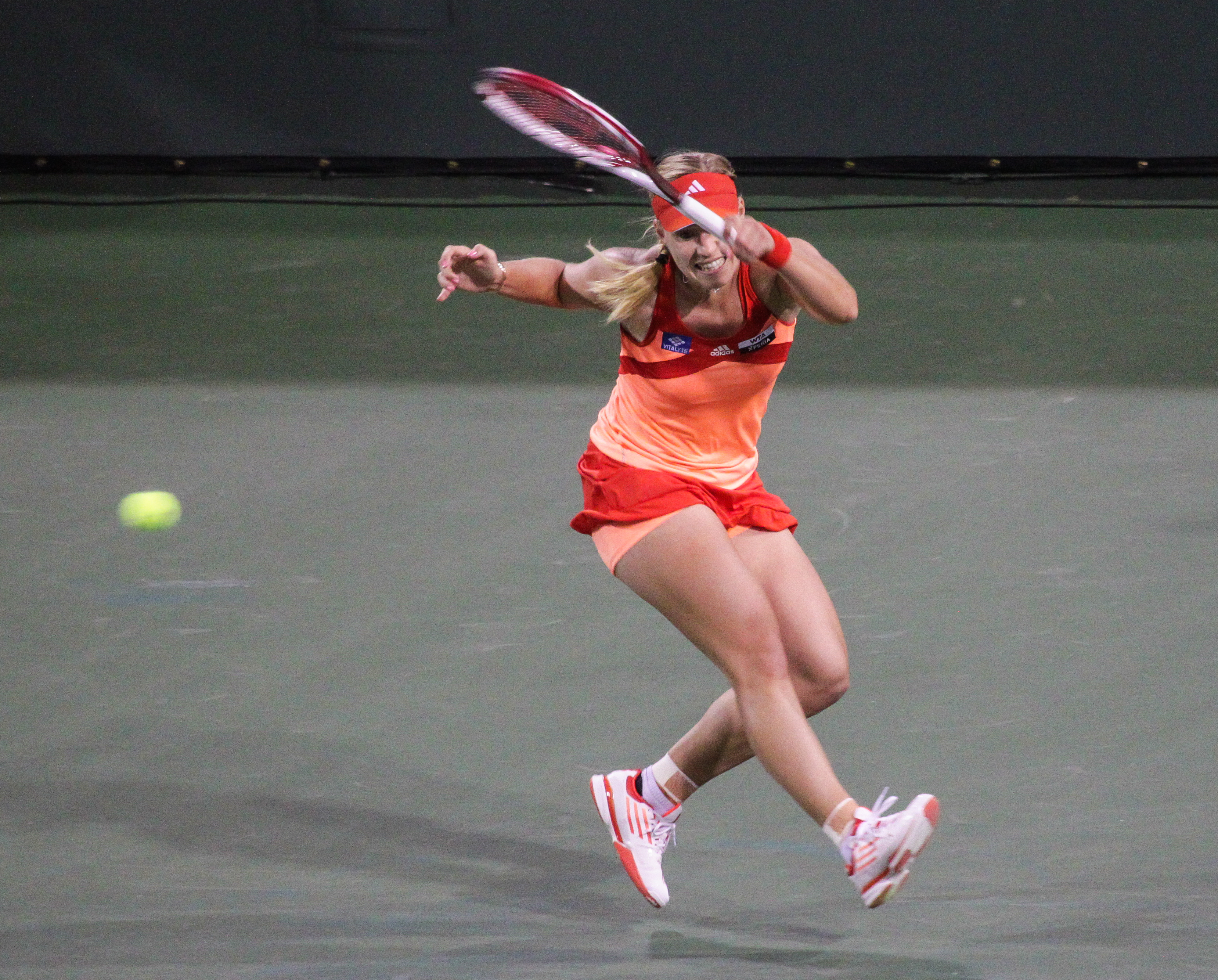
Angelique Kerber a Indian Wells 2012, dove ha raggiunto la semifinale

Kerber inizia l'anno raggiungendo le semifinali ad Auckland perdendo poi contro Pennetta. Bissa le semifinali la settimana successiva a Hobart venendo sconfitta dalla connazionale Barthel. Arriva al terzo turno a Melbourne, per poi cedere contro Marija Šarapova. Vince il suo primo titolo WTA al torneo Premier di Parigi battendo in finale la francese Marion Bartoli con il punteggio di 7–6(3), 5–7, 6–3. Grazie a questo successo Kerber ottiene il suo best-ranking piazzandosi al numero 22 della classifica mondiale.
Continua la sua striscia vincente a Doha dove elimina al primo turno Lisicki prima di arrendersi a Pironkova. A marzo conquista la sua prima semifinale in un Mandatory Premier, a Indian Wells, dove sconfigge la top-10 Li Na prima di arrendersi alla numero 1 mondiale Azarenka per 6–4, 6–3. A Miami esce all'esordio contro la cinese Zheng Jie. Il 15 aprile vince il secondo titolo della carriera a Copenaghen battendo in finale l'ex numero 1 e beniamina di casa Caroline Wozniacki con il punteggio di 6–4, 6–4.

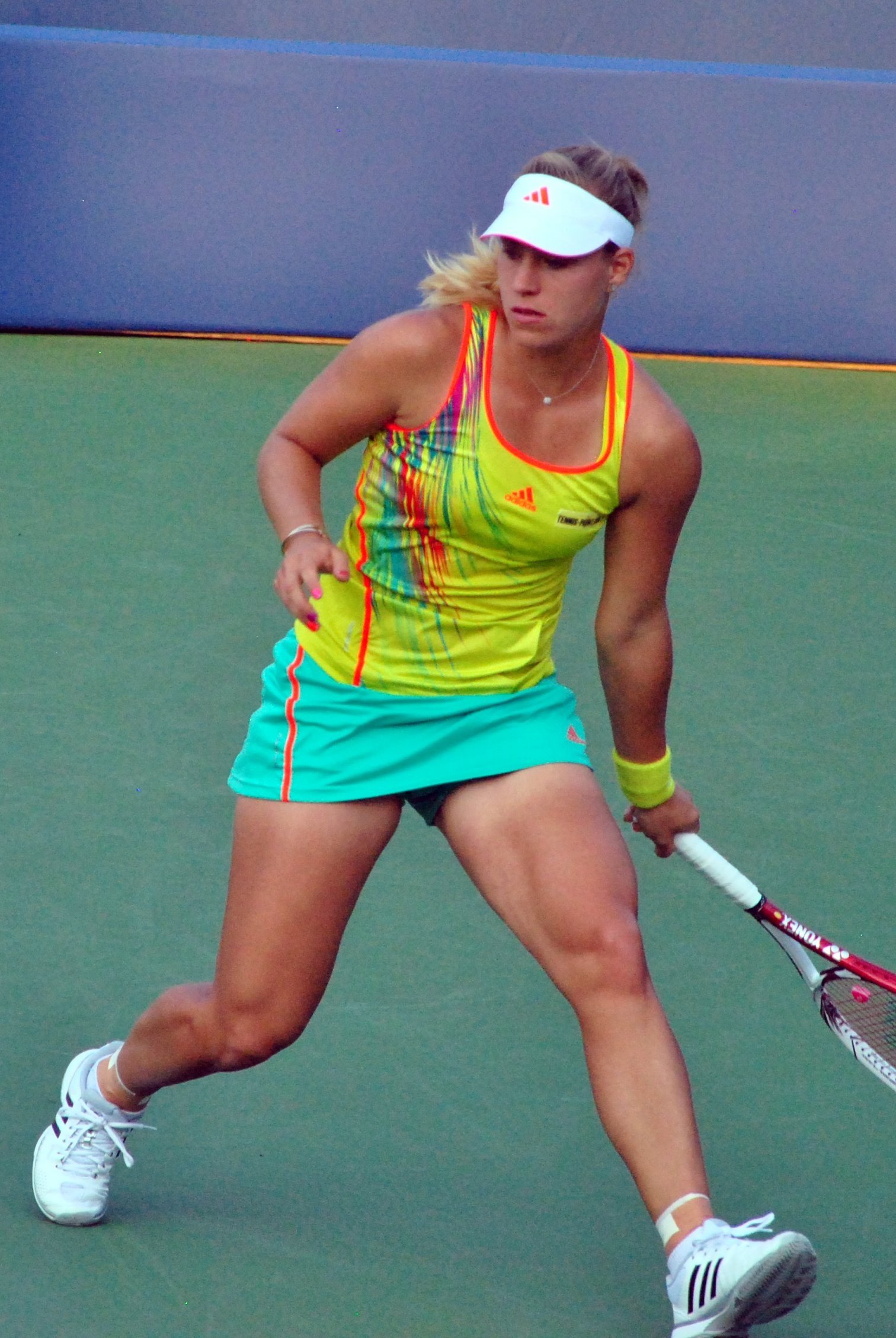
Angelique Kerber agli US Open 2012

Nel torneo di casa, a Stoccarda, giunge ai quarti, ma viene eliminata. Sulla terra blu di Madrid giunge al terzo turno arrendendosi alla cinese Li Na. Agli Internazionali d'Italia raggiunge la semifinale, ma viene battuta dalla futura vincitrice Sharapova. Il 21 maggio 2012 grazie ai recenti successi entra per la prima volta nelle prime 10 della classifica WTA di singolare. Al Roland Garros 2012 raggiunge per la prima volta i quarti di finale per poi essere sconfitta da Errani. A Eastbourne arriva in finale dove non sfrutta tre match point e viene punita da Paszek che si aggiudica il torneo. Al Torneo di Wimbledon raggiunge per la prima volta nella sua carriera la semifinale, nonostante un tabellone impegnativo che la vede affrontare sin dai primi turni avversarie ostiche come Ekaterina Makarova e la giovane McHale e sconfiggendo tenniste molto più quotate di lei come Clijsters agli ottavi di finale e la connazionale Lisicki ai quarti, dopo una lunga battaglia finita 7–5 al terzo set. Viene fermata a un passo dalla finale da Agnieszka Radwańska in due set.
Ritorna a giocare alle Olimpiadi, ma viene battuta d Azarenka ai quarti. Al Canadian Open viene eliminata da Roberta Vinci al terzo turno, mentre le va meglio a Cincinnati dove raggiunge la finale battendo Serena Williams nei quarti e Petra Kvitová nella semifinale, ma viene sconfitta in rimonta da Li Na per 1–6, 6–3, 6–1. Allo US Open viene sconfitta da Errani al quarto turno. A settembre prende parte al torneo di Tokyo raggiungendo la semifinale, venendo battuta con un doppio 6–1 da Agnieszka Radwańska. Invece a Pechino giunge ai quarti, ma si ritira contro Sharapova. Chiude la stagione con la sua prima apparizione ai WTA Tour Championships dove fa parte del gruppo rosso insieme alla nº1 Azaranka, alla nº3 Serena Williams e alla nº8 Li Na perdendo dalle prime due e vincendo solo l'incontro con la cinese che non le permette di qualificarsi per la semifinale. Conclude l'anno al numero 5 della classifica WTA.

### 2013: terzo titolo

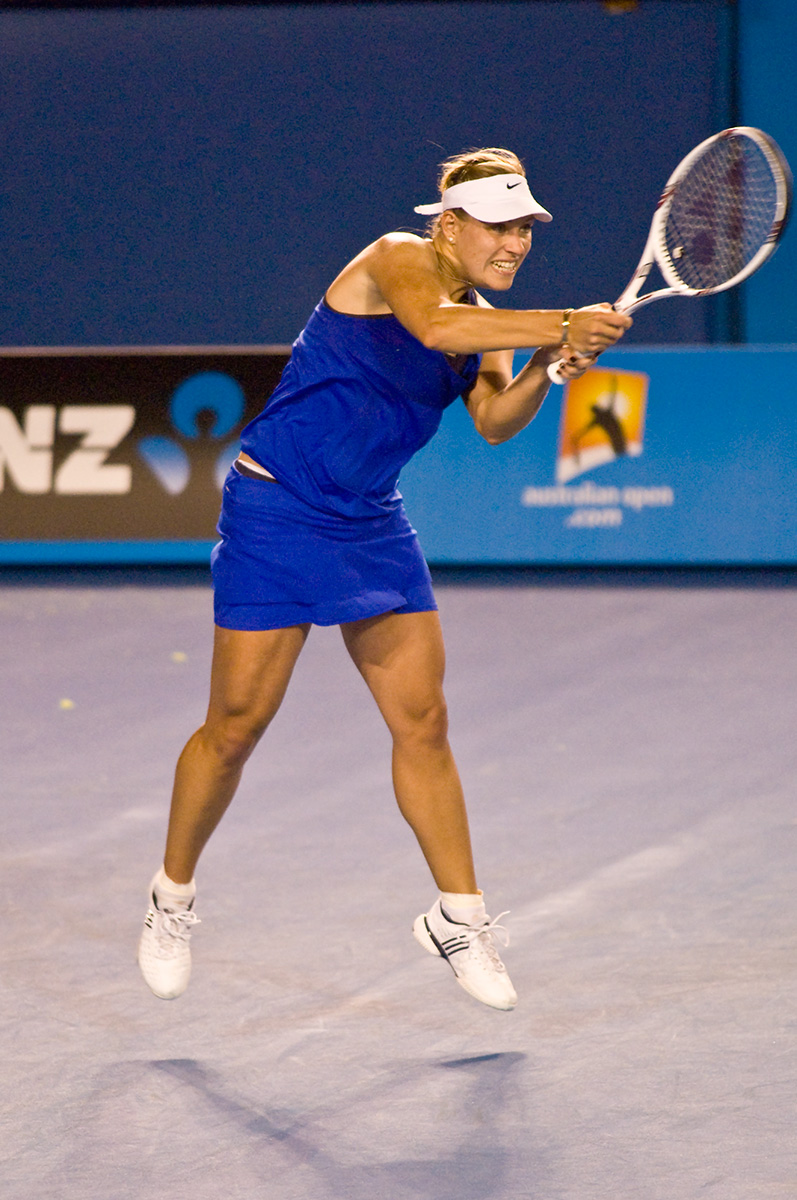
Angelique all'Australian Open 2013

Kerber inizia l'anno a Brisbane uscendo nei quarti contro Pavljučenkova in due set, terminati entrambi al tie-break. Gioca in seguito a Sydney, dove cede in tre set alla slovacca Dominika Cibulková in semifinale. All'Australian Open giunge agli ottavi, ma la russa Ekaterina Makarova le sbarra la strada in due set. Nel mese di febbraio la tedesca perde all'esordio in entrambi i tornei che ha giocato: a Doha si arrende alla connazionale Barthel, mentre a Dubai all'italiana Roberta Vinci.
Ritorna a vincere a Indian Wells, dove bissa la semifinale ottenuta l'anno precedente. Proprio in semifinale si arrende alla danese Wozniacki 7–5 al terzo set. Delude a Miami perdendo nettamente al terzo turno contro la rumena Cîrstea. Ad aprile perde in tre set la finale del torneo di Monterrey contro la russa Pavlyuchenkova.
Gioca in seguito in Fed Cup negli spareggi del World Group contro la Serbia; nel secondo singolare della prima giornata supera Bojana Jovanovski in due set portando la Germania in parità (1-1), visto che nel primo match la serba Ana Ivanović aveva battuto Barthel; nella seconda giornata perde contro la stessa Ivanović con un doppio 7–5, ma nonostante la sconfitta la Germania vince per 3-2 grazie alla vittoria in singolare della Barthel sulla Jovanovski e quella in doppio del team Grönefeld/Lisicki sulle serbe Dolonc/Krunić.
Raggiunge in seguito la semifinale al torneo di Stoccarda dove cede alla futura vincitrice Sharapova. Al torneo di Madrid si arrende ai quarti nuovamente ad Ivanović, mentre a Roma si ritira per un problema agli addominali. Partecipa al Roland Garros dove riesce ad arrivare fino al quarto turno e in questa circostanza cede alla russa Svetlana Kuznecova.

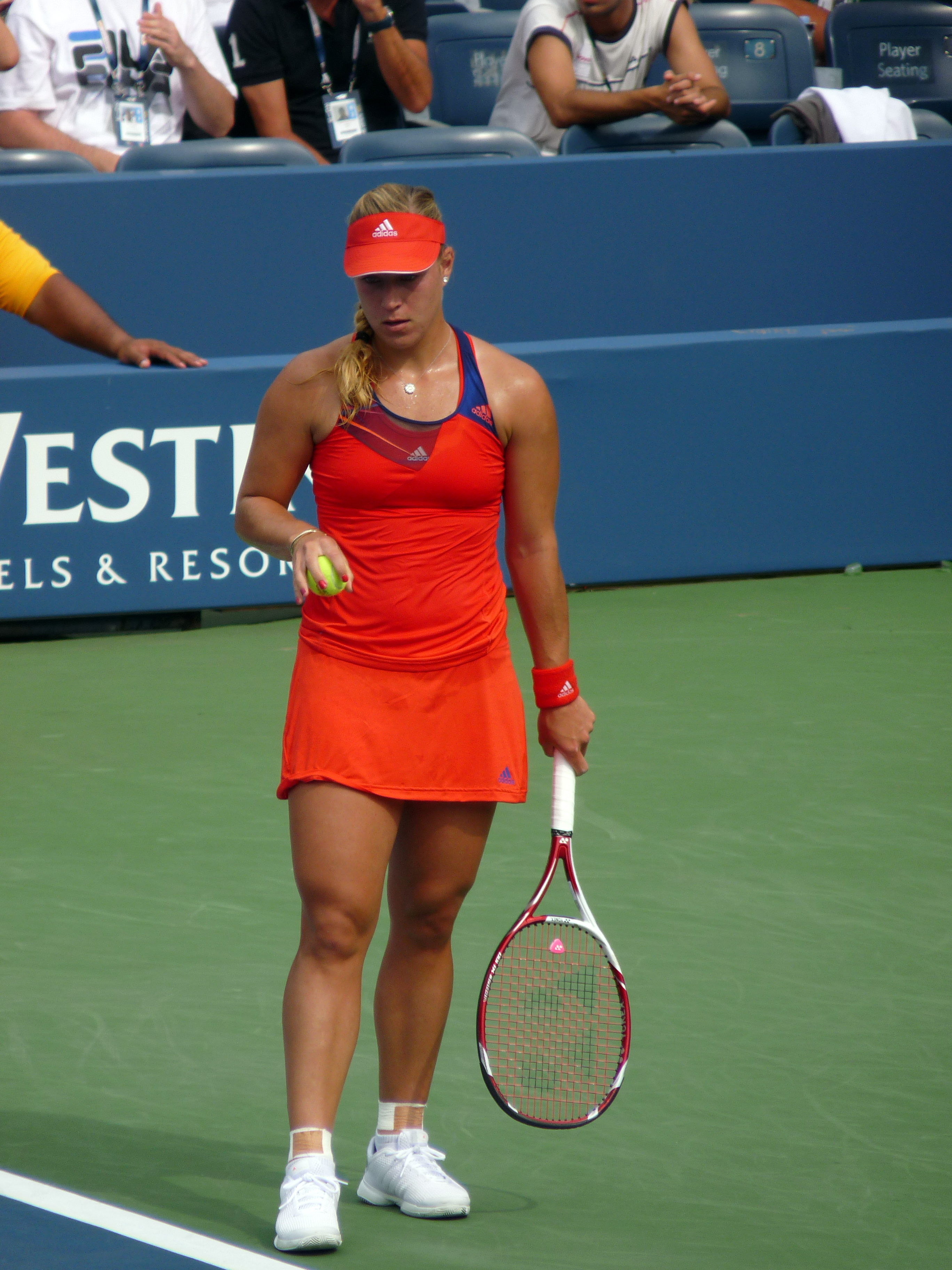
Angelique Kerber nel 2013 agli US Open

A giugno inizia la stagione su erba ad Eastbourne come finalista. Deve però lasciare anzitempo il torneo per mano di un'altra russa, Ekaterina Makarova, al secondo turno. Al Torneo di Wimbledon, dove difendeva la semifinale ottenuta l'anno precedente, esce già al secondo turno per mano dell'estone Kaia Kanepi.
Ritorna dopo più di un mese al Washington Open, raggiunge i quarti di finale e viene sconfitta dalla futura vincitrice Magdaléna Rybáriková. Al Canadian Open viene sconfitta al primo incontro in tabellone da Dominika Cibulková. La settimana seguente, al torneo di Cincinnati, batte ai primi due turni Knapp e Klejbanova; al terzo turno la sua corsa viene fermata da Li Na. Agli US Open raggiunge il quarto turno battendo Hradecká, Bouchard e Kanepi, ma proprio negli ottavi si arrende alla spagnola Suárez Navarro al tie-break del terzo set, mancando così l'ultima possibilità della stagione di raggiungere il primo quarto di finale Slam.
Disputa un ottimo torneo a Tokyo dove raggiunge la finale, persa da una ritrovata Petra Kvitová in tre set, dopo avere battuto per la prima volta in carriera l'ex n.1 del mondo Ivanović e le top-ten Agnieszka Radwańska e Wozniacki. Al China Open di Pechino viene sconfitta ai quarti di finale da Radwańska, mettendo ancora in dubbio la sua partecipazione al Master di fine anno. Proprio per questo motivo Kerber riceve una wild-card per il torneo di Linz dopo che il sorteggio originale era stato già fatto.
L'invito originariamente era stato dato all'austriaca Lisa-Maria Moser. Tutto ciò provoca molte polemiche nel circuito WTA, dato che vi è la regola che una Top-10 può partecipare al massimo a due tornei WTA International a stagione e per Kerber questo è il terzo dopo quelli di Monterrey e Washington. L'11 ottobre la tedesca si qualifica ufficialmente al Master di fine stagione, grazie al forfait di Sharapova per motivi fisici. Due giorni dopo conquista il terzo titolo della carriera al Generali Ladies Linz battendo in finale Ivanović per 6–4, 7–6(6).
Ai WTA Championships perde nella prima giornata contro Serena Williams, in seguito batte la polacca Agnieszka Radwańska rientrando nella corsa alle semifinali. Nell'incontro decisivo per il passaggio del turno non riesce a superare la ceca Petra Kvitová, che si qualifica per la semifinale.

### 2014: quattro finali stagionali

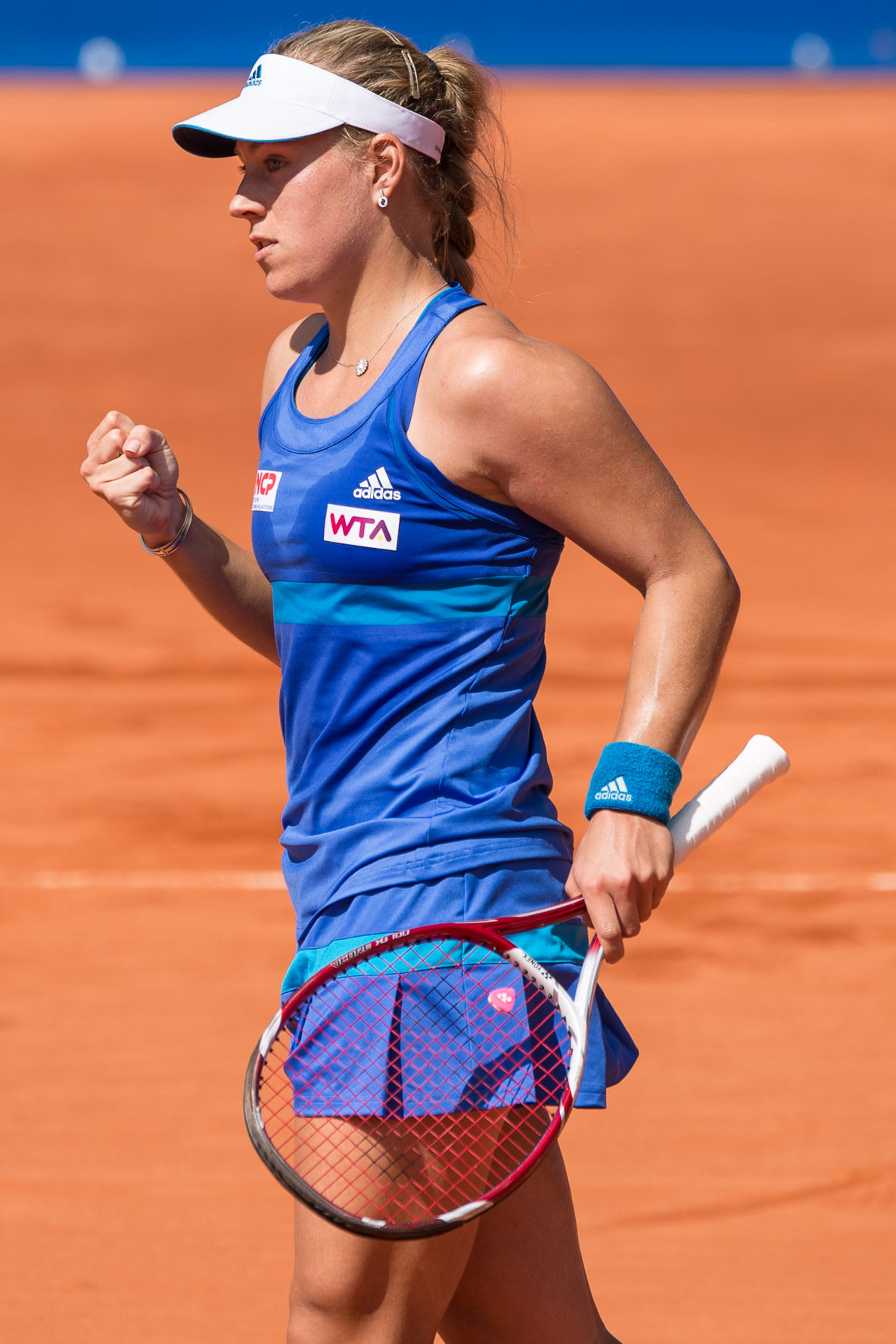
Angelique Kerber a Norimberga 2014

La tedesca inizia l'anno a Brisbane dove batte al primo turno Mladenovic, approfitta del ritiro di Pavlyuchenkova nel secondo turno, ma viene sconfitta da Jelena Janković nei quarti di finale. Partecipa al torneo di Sydney dove sconfigge in ordine Cibulková, Kanepi, Carla Suárez Navarro e Keys prima di essere estromessa in finale da Pironkova. Agli Australian Open elimina al primo turno la wildcard Jarmila Gajdošová, estromette al secondo Kudryavtseva e al terzo Riske. Viene battuta agli ottavi da Pennetta in tre set. Al Premier di Parigi parte come testa di serie numero 4 del seeding e quindi approfitta di un bye al primo turno; batte Zakopalová al secondo turno e perde ai quarti da Pavlyuchenkova in tre set.
Al torneo di Doha raggiunge la sua seconda finale stagionale battendo in ordine Karolína Plíšková, Zakopalova, Petra Cetkovská e Janković, per poi arrendersi a Simona Halep in due set. Partecipa al torneo di Dubai, dove viene estromessa all'esordio da Ana Ivanović al tie-break del terzo set. Delude a Indian Wells, dove viene eliminata al secondo turno da Torro-Flor. A Miami raggiunge i quarti di finale, dove a superarla è Serena Williams. Al torneo di Stoccarda va fuori al secondo turno per mano di Suárez Navarro. A Madrid si ritira al primo turno contro Garcia, mentre a Roma si fa sorprendere da Cetkovska al secondo turno. A Norimberga viene eliminata nei quarti da Pliskova. Al Roland Garros raggiunge gli ottavi battendo Katarzyna Piter, Lepchenko e Hantuchová, per poi soccombere all'emergente Bouchard in due set netti. Al torneo di Eastbourne viene sconfitta in finale da Keys in tre set, dopo avere eliminato Riske, Cornet, Makarova e Wozniacki. Al torneo di Wimbledon arriva fino ai quarti di finale dopo avere battuto agli ottavi la favorita numero 1 alla vittoria finale Marija Šarapova, ma viene battuta dalla canadese Bouchard in due set. Nel mese di luglio partecipa al premier di Stanford. Approda, non senza problemi, alla sua quarta finale stagionale, dove è battuta da Serena Williams con il punteggio di 7–6(1), 6–3.

### 2015: quattro titoli WTA vinti in un anno

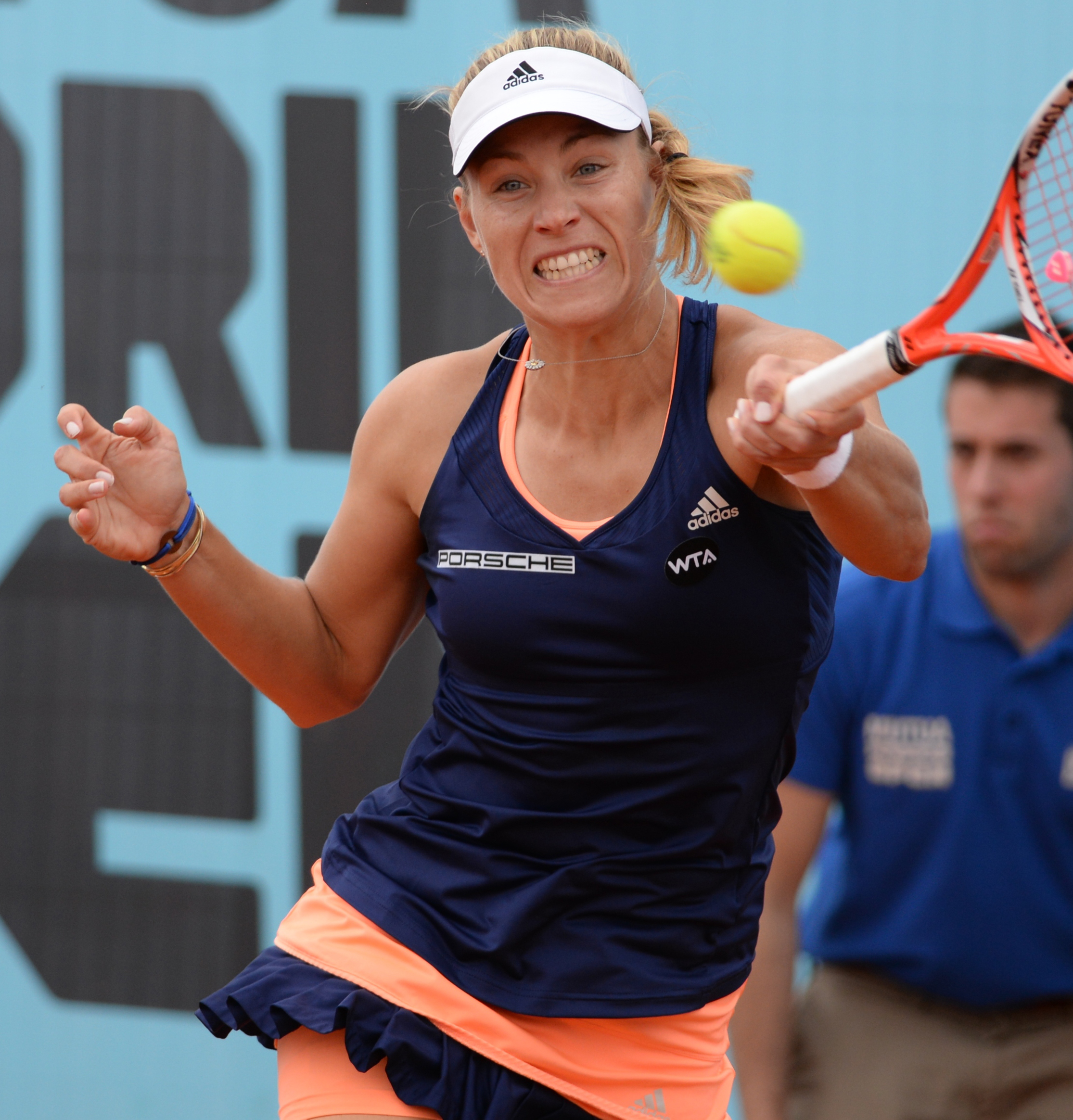
Angelique Kerber nel 2015

Il 2015 di Kerber si avvia a Brisbane dove al primo turno supera senza problemi la francese Garcia, mentre al secondo turno vince in due set sulla russa Dar'ja Gavrilova. La sua corsa si arresta ai quarti, quando perde una partita rocambolesca contro Svitolina, dopo che Kerber era stata avanti per 6–4, 3–0. A Sydney batte al primo turno l'ucraina Lesja Curenko in tre set; al secondo, sempre faticando, batte Dar'ja Gavrilova per 6(6)–7, 7–6(2), 6–3. Ai quarti affronta e supera Muguruza, mentre in semifinale viene eliminata da Karolína Plíšková.
Al primo grande slam dell'anno, l'Australian Open, Kerber viene battuta da Begu, così come accade nei successivi tornei su cemento in cui si spinge al massimo al secondo turno. Svolta l'annata sulla terra, prima quella veloce del Premier di Charleston e poi quella indoor rossa di Stoccarda, battendo in finale rispettivamente Keys e Wozniacki ( dopo aver sconfitto Sharapova), infilando una serie di undici incontri vinti consecutivamente. Nel torneo sempre su terra di Norimberga è costretta al forfeit contro Vinci nella semifinale per un problema alla schiena. Conclude la stagione sul rosso all'Open di Francia, perdendo al terzo turno contro la spagnola Muguruza, sconfitta che si replicherà anche nello Slam su erba britannica, giocato dopo che la tedesca vince un altro torneo, a Birmingham, contro Karolina Pliskova nella finale decisa anch'essa in tre set.
Avvia la stagione sul cemento nel migliore dei modi con una performance straordinaria nel torneo di Stanford dove batte una dopo l'altra Gavrilova, Konjuh, Radwanska, Svitolina, e di nuovo Pliskova nella finale sempre di tre set. In seguito conquista tre terzi turni a Toronto, agli US Open 2015, e a Tokyo fermata rispettivamente da Halep, da Azarenka, e da Wozniacki. In Cina giunge a giocare le semifinali ancora contro Muguruza a Wuhan, mentre Radwanska la ferma ai quarti a Pechino, a cui era arrivata dopo aver battuto Wozniacki e Cibulkova. Nel successivo torneo di Hong Kong dopo aver sconfitto fra le altre Garcia e Stosur nella semifinale, le viene negato il successo solo dalla serba Jankovic. Conclude l'anno alle WTA Finals di Singapore, dove si trova in un girone di ferro, il gruppo Bianco, insieme alla sua "bestia nera" dell'anno Muguruza, avanti negli scontri diretti, e le ceche Kvitova e Safarova. Come da pronostico Kerber perde contro la spagnola, ma raccoglie solo una vittoria contro le ceche, battendo all'esordio Kvitova, ma non Safarova nel terzo e decisivo incontro, che qualificherà Kvitova, non permettendole di avanzare alla fase finale del torneo.

### 2016: numero uno al mondo, vittoria agli Australian Open, US Open e argento olimpico

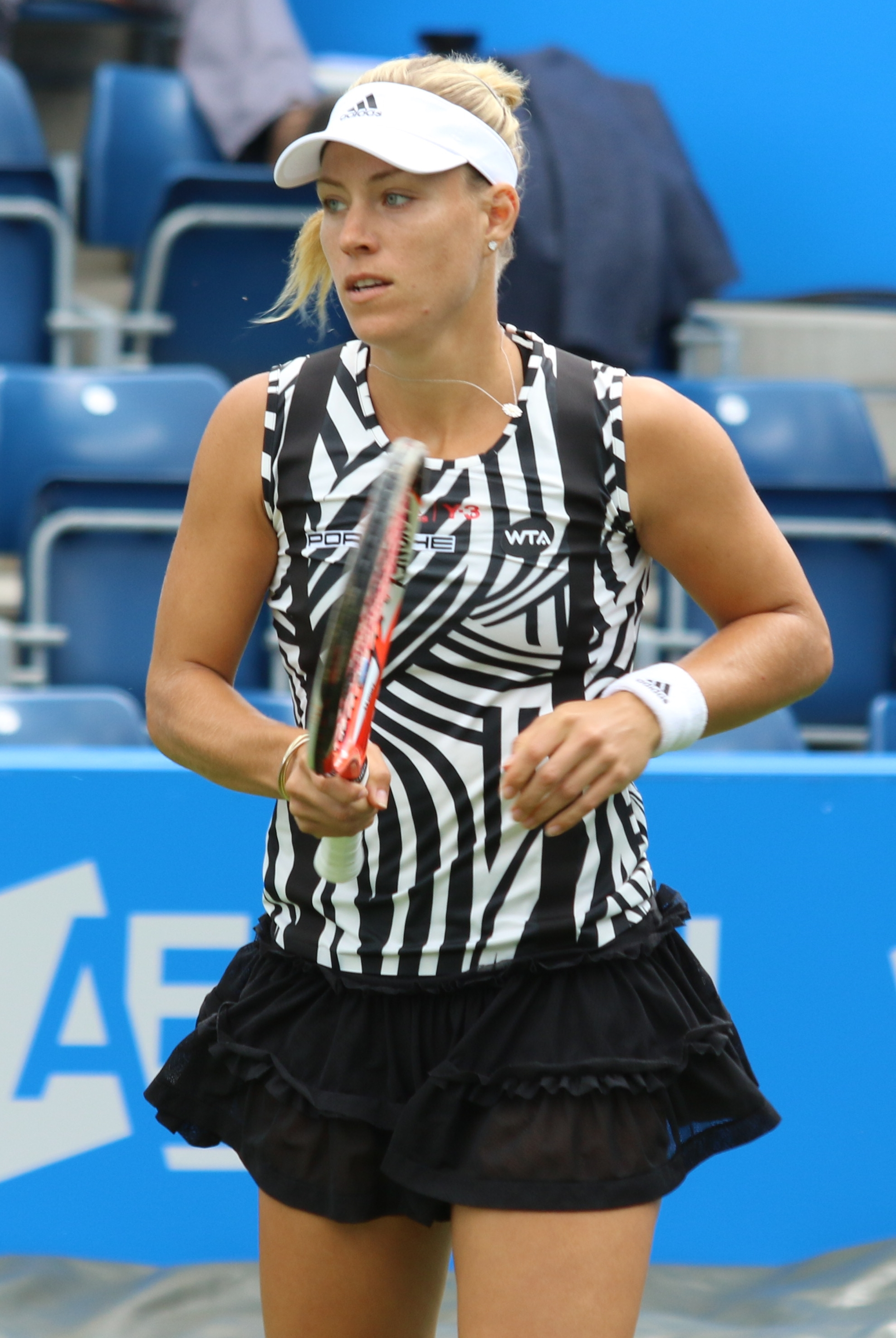
Angelique Kerber a Birmingham nel 2016

Kerber inaugura al meglio l'anno 2016 con una finale a Brisbane, dove tuttavia perde nettamente 6-3, 6-1 da Viktoryja Azaranka. A Sydney si ritira al secondo turno per via di un problema fisico. Partecipa all'Australian Open e approda per la prima volta in carriera nella finale di un Grande Slam: nella sua corsa al titolo fatica parecchio con Misaki Doi nel match d'esordio, che vince per 6(4)–7, 7–6(8), 6-3 dopo avere annullato anche match point. Successivamente supera in scioltezza Alexandra Dulgheru per 6-2, 6-4, Madison Brengle per 6-1, 6-3 e Annika Beck per 6-4, 6-0 agli ottavi di finale. A sorpresa batte ai quarti Victoria Azarenka 6-3, 7-5 e successivamente si impone in semifinale sulla britannica Johanna Konta per 7-5 6-2. Il 30 gennaio, alla sua prima finale in un Grande Slam, diventa la seconda tennista tedesca nella storia dopo Steffi Graf a essersi aggiudicata un Major, imponendosi sulla veterana e favorita al titolo Serena Williams in tre set con il punteggio di 6-4, 3-6, 6-4. Con questo risultato perfeziona ulteriormente il suo best ranking, salendo alla posizione numero due del mondo all'indomani del torneo.
Dopodiché si reca a Doha, ma viene sorpresa dalla cinese Saisai Zheng. Delude anche a Indian Wells, dove perde al primo turno con un doppio 7-5 contro la ceca Denisa Allertová e viene scavalcata nel ranking da Agnieszka Radwańska, che al termine del torneo reclama la seconda posizione. Nel successivo torneo di Miami centra un'ottima semifinale, dove perde per la seconda volta contro Viktoryja Azaranka, futura campionessa, per 2-6, 5-7. A Charleston non riesce a confermare la vittoria del 2015, dove si ritira in semifinale contro Sloane Stephens. Vince per la seconda volta consecutiva il torneo di Stoccarda piegando nell'ultimo atto la connazionale Laura Siegemund con il punteggio 6-4 6-0. La restante stagione su terra è priva di risultati di rilievo, compresa un'uscita al primo turno a Parigi.
Ritrova la strada della vittoria a Wimbledon, dove si spinge fino alla finale, migliorando in tal modo la sua prestazione nel torneo londinese, grazie alla vittoria in semifinale su Venus Williams con un doppio 6-4. In finale deve soccombere alla numero uno del mondo Serena Williams, che vendica la sconfitta subita a Melbourne sei mesi prima. Nonostante la sconfitta ritorna a essere la seconda potenza del ranking mondiale.

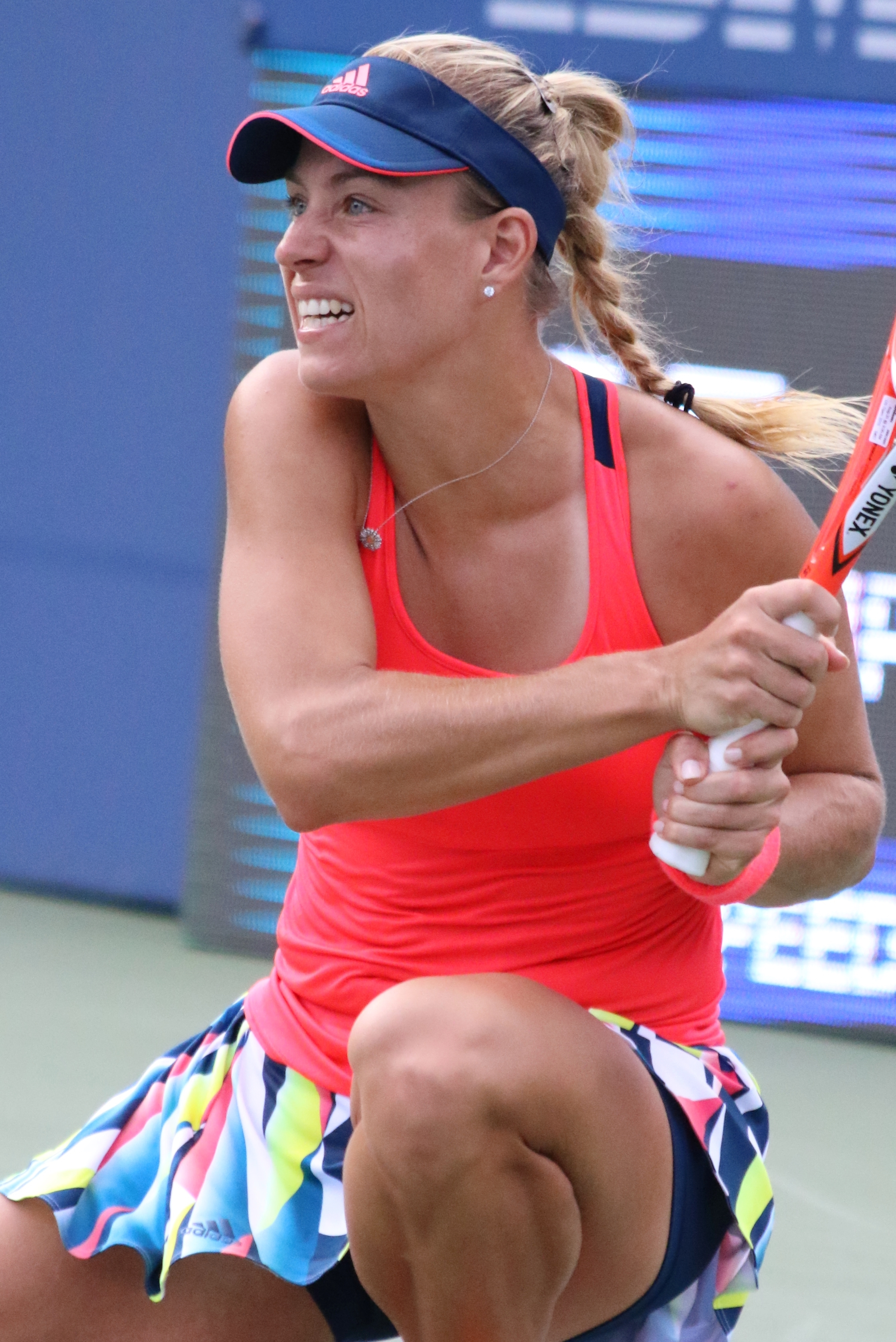
Angelique Kerber allo US Open 2016, edizione in cui sarà vincitrice

A Montréal si spinge fino alla semifinale, persa per 0-6, 6-3, 2-6 contro la futura campionessa del torneo Simona Halep. Ai Giochi Olimpici si aggiudica la medaglia d'argento nel singolare, perdendo in finale contro la sorpresa portoricana Mónica Puig. Raggiunge la finale anche nel torneo successivo, a Cincinnati, nella quale viene però sconfitta da Karolína Plíšková in due set. In caso di vittoria finale avrebbe superato Serena Williams e sarebbe diventata la nuova numero uno del mondo. Il sorpasso, però, avviene poche settimane dopo. Allo US Open infatti, grazie al successo ottenuto in semifinale contro la danese Caroline Wozniacki per 6-4, 6-3 e alla contemporanea sconfitta di Serena Williams (che comandava la classifica da 186 settimane), diventa la più anziana giocatrice a issarsi per la prima volta al numero uno del ranking mondiale WTA, all'età di 28 anni e 7 mesi. Nella finale dello Slam newyorkese batte la ceca Karolína Plíšková con il punteggio 6-3 4-6 6-4 e conquista così il suo secondo torneo Slam in carriera e secondo nello stesso anno.
Archiviata la trasferta nordamericana Kerber si presenta a Wuhan in virtù del numero uno del seeding. Dopo un bye al primo turno sconfigge non senza difficoltà Kristina Mladenovic (6(4)-7 6-4 6-1) ma al terzo turno viene estromessa da Petra Kvitová, in una splendida battaglia vinta dalla ceca per 6(10)-7 7-5 6-4. Angelique fa poi tappa a Pechino, dove batte le ceche Kateřina Siniaková e Barbora Strýcová. Al terzo turno, tuttavia, viene superata dall'ucraina Elina Svitolina, vittoriosa per 6-3 7-5. Partecipa poi al torneo di Hong Kong, dove da prima testa di serie piega Maria Sakkarī e Louisa Chirico, ma ai quarti si arrende a Dar'ja Gavrilova con il netto punteggio di 6-3 6-1.
A fine anno si qualifica dunque per le WTA Finals, dove è la prima favorita del seeding e, per questo, inserita nel gruppo rosso assieme a Dominika Cibulková, Madison Keys e Simona Halep. Apre il torneo affrontando Cibulková e vince in tre set per 7-6(5) 2-6 6-3. Nella seconda giornata si impone contro Simona Halep per 6-4 6-2, qualificandosi così per le semifinali. Nella terza giornata ottiene il terzo punto grazie alla vittoria su Keys, giunta con un duplice 6-3. Kerber, in semifinale, trova Agnieszka Radwańska, giunta seconda nel girone bianco. La partita è a senso unico e vede prevalere nettamente Kerber, per 6-2 6-1. La tedesca arriva a disputare la sua prima finale a Singapore e si ritrova nuovamente opposta alla Cibulková, già battuta nel girone alla prima giornata. Nell'ultimo atto, a sorpresa, Kerber cede in due set all'avversaria e perde la quinta finale dell'anno. Chiude la miglior stagione della sua carriera in vetta al ranking per la prima volta con un bilancio di tre titoli su otto finali disputate e un guadagno complessivo di oltre dieci milioni di dollari dai montepremi offerti dal WTA Tour 2016.

### 2017: uscita dalla Top 10

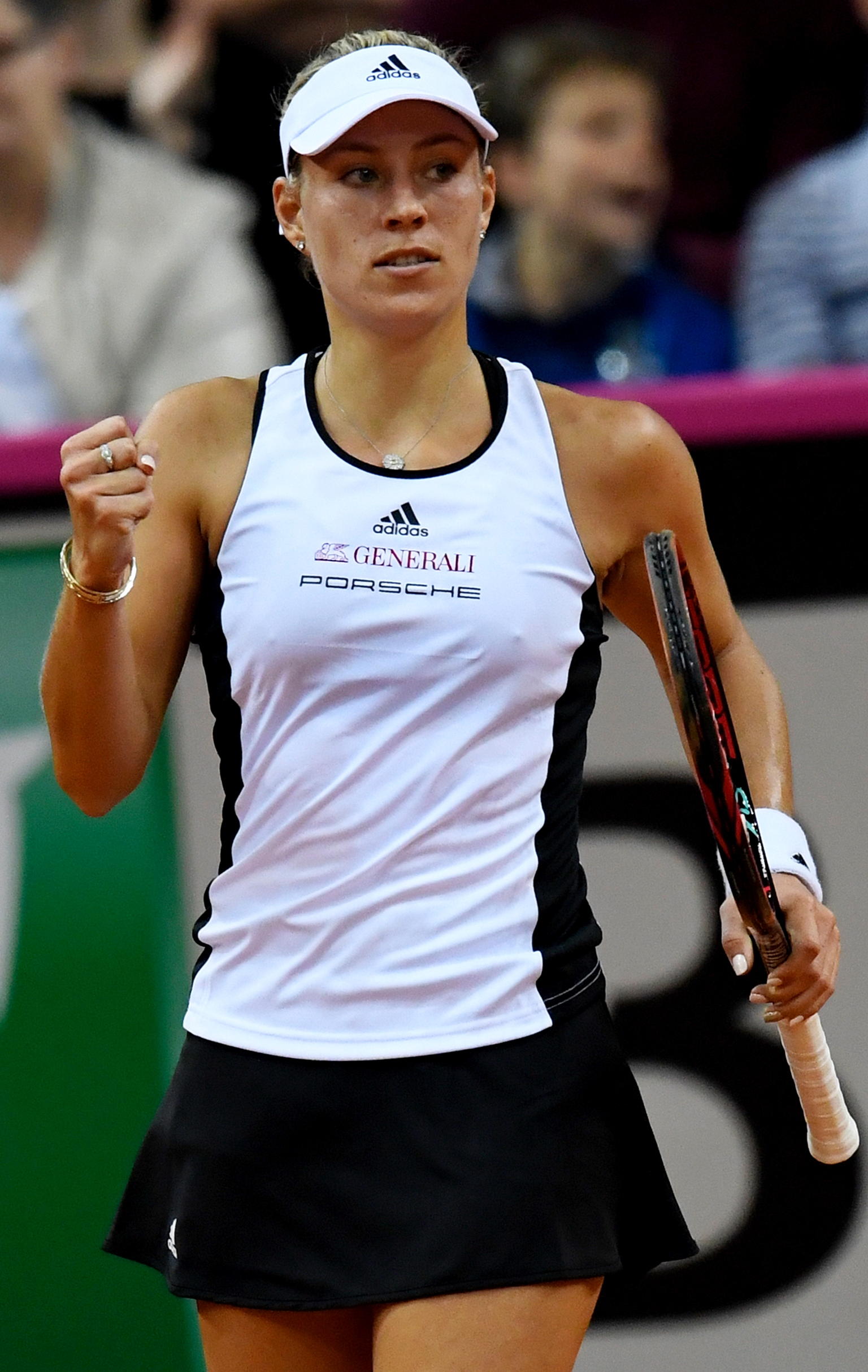
Angelique Kerber in Fed Cup

Angelique Kerber avvia il suo 2017 a Brisbane, nel quale è prima testa di serie e finalista in carica. La tennista di Brema, dopo un bye al primo turno, estromette Ashleigh Barty per 6-3 2-6 6-3 mentre ai quarti viene superata da Elina Svitolina per 6-4 3-6 6-3. Non riesce a difendere il titolo conquistato l'anno precedente a Melbourne, eliminata agli ottavi dalla statunitense Coco Vandeweghe per 6-2 6-3.
A Dubai ritrova la semifinale, sconfitta solo dalla futura vincitrice Elina Svitolina. Racimola un ottavo e un quarto di finale rispettivamente dai tornei Premier Mandatory americani di Indian Wells e Miami.
Il 9 aprile, sul cemento di Monterrey, viene sconfitta in finale dalla russa Anastasija Pavljučenkova con il punteggio di 6-4 2-6 6-1. Si presenta a Stoccarda, dove perde subito contro Kristina Mladenovic per 2-6 5-7. A Madrid non va oltre il terzo turno, nel quale è costretta al ritiro contro Eugenie Bouchard mentre è in svantaggio per 3-6 0-5. Nemmeno a Roma fa meglio, venendo battuta al primo turno da Anett Kontaveit. Al Roland Garros non riesce a migliorare il risultato ottenuto nel 2014 venendo estromessa immediatamente da Ekaterina Makarova.
Sull'erba di Eastbourne riesce a spingersi fino ai quarti di finale dove, però, è costretta ad arrendersi a Johanna Konta per 3-6 4-6. Si presenta al torneo di Wimbledon con l'intento di difendere i punti della finale raggiunta l'anno scorso, ma viene fermata agli ottavi dalla futura campionessa, Garbiñe Muguruza, che la sconfigge per 6-4 4-6 4-6. A Montrèal perde al terzo turno per mano della statunitense Sloane Stephens senza riuscire a difendere la semifinale dell'anno precedente. A Cincinnati, ottenuto il bye al primo turno, è costretta ad arrendersi nuovamente a Makarova al turno successivo, perdendo 6(11)–7 nel terzo set.
Si presenta all'US Open come campionessa in carica, ma delude le perdendo subito contro Naomi Ōsaka. Si rialza a Tokyo dove centra la semifinale, poi persa contro Anastasija Pavljučenkova per 6-4 nel terzo set. A Wuhan viene sconfitta in rimonta da Caroline Garcia al primo turno. Al China Open si prende la rivincita sulla Ōsaka, per poi perdere contro Alizé Cornet. Si presenta in Lussemburgo, ma nemmeno qui riesce a brillare uscendo di scena subito per mano della giovane Mónica Puig. A questa serie di scarsi risultati ne consegue l'uscita dalla top 10. Non prende dunque parte alle Finals e disputa il WTA Elite Trophy, dove esce ai gironi non riuscendo a vincere nemmeno una partita.

### 2018: rientro nella Top 3, quarti di finale al Roland Garros e vittoria a Wimbledon
La nuova stagione parte nel migliore dei modi: Kerber vince il suo undicesimo titolo WTA a Sydney, dopo avere battuto Lucie Šafářová per 6(3)–7 7–6(8) 6-2, Venus Williams per 5-7 6-3 6-1, Dominika Cibulková per 6-3 6-1, Camila Giorgi per 6-2 6-3 e infine la tennista di casa Ashleigh Barty, per 6-4 6-4. Agli Australian Open la sua corsa si arresta in semifinale, dove incontra l'allora numero uno, Simona Halep, che la sconfigge con parecchie difficoltà in un'estenuante battaglia conclusasi per 3-6 6-4 7-9. Nonostante questa sconfitta rientra nelle prime dieci posizioni del ranking, precisamente alla nona.
Si presenta al Qatar Total Open come ottava testa di serie non andando oltre ai quarti di finale, dove viene estromessa dalla numero uno Caroline Wozniacki per 6(4)–7 6-1 3-6. A Dubai centra la terza semifinale in quattro tornei disputati, battendo in ordine Barbora Strýcová per 6-2 6-1, Sara Errani per 6-4 6-2 e Karolína Plíšková per 6-4 6-3, venendo poi sconfitta 6-3 6-3 dalla futura vincitrice Elina Svitolina. Si presenta al BNP Paribas Open come testa di serie n°10. Dopo avere sconfitto Ekaterina Makarova (3-6 6-4 6-2), Elena Vesnina (7-5 6-2) e Caroline Garcia (6-1 6-1) viene eliminata nei quarti di finale per 0-6 2-6 da Dar'ja Kasatkina. Decima testa di serie a Miami, viene sconfitta nettamente per 1-6 2-6 da Sloane Stephens nei quarti di finale, dopo avere eliminato in ordine Johanna Larsson, Anastasija Pavljučenkova e Wang Yafan, cedendo a quest'ultima il primo set per 1-7 al tie-break. Nel torneo di Stoccarda estromette Petra Kvitová per 6-3 6-2, per poi ritirarsi contro Anett Kontaveit mentre è sotto per 0-6 0-2. A Roma si sbarazza di Zarina Dijas, Irina-Camelia Begu e Maria Sakkarī, venendo sconfitta con un doppio 4-6 nei quarti di finale dalla futura vincitrice Elina Svitolina. Dopo sei anni dall'ultima volta si spinge fino ai quarti di finale al Roland Garros. Qui deve subire la rimonta da parte della numero uno del mondo e futura campionessa, Simona Halep, che si impone per 7–6(2) 3-6 2-6. Sorprendentemente viene sconfitta nel primo turno nel torneo di Maiorca da Alison Riske, che si impone in rimonta per 7-5 2-6 1-6.

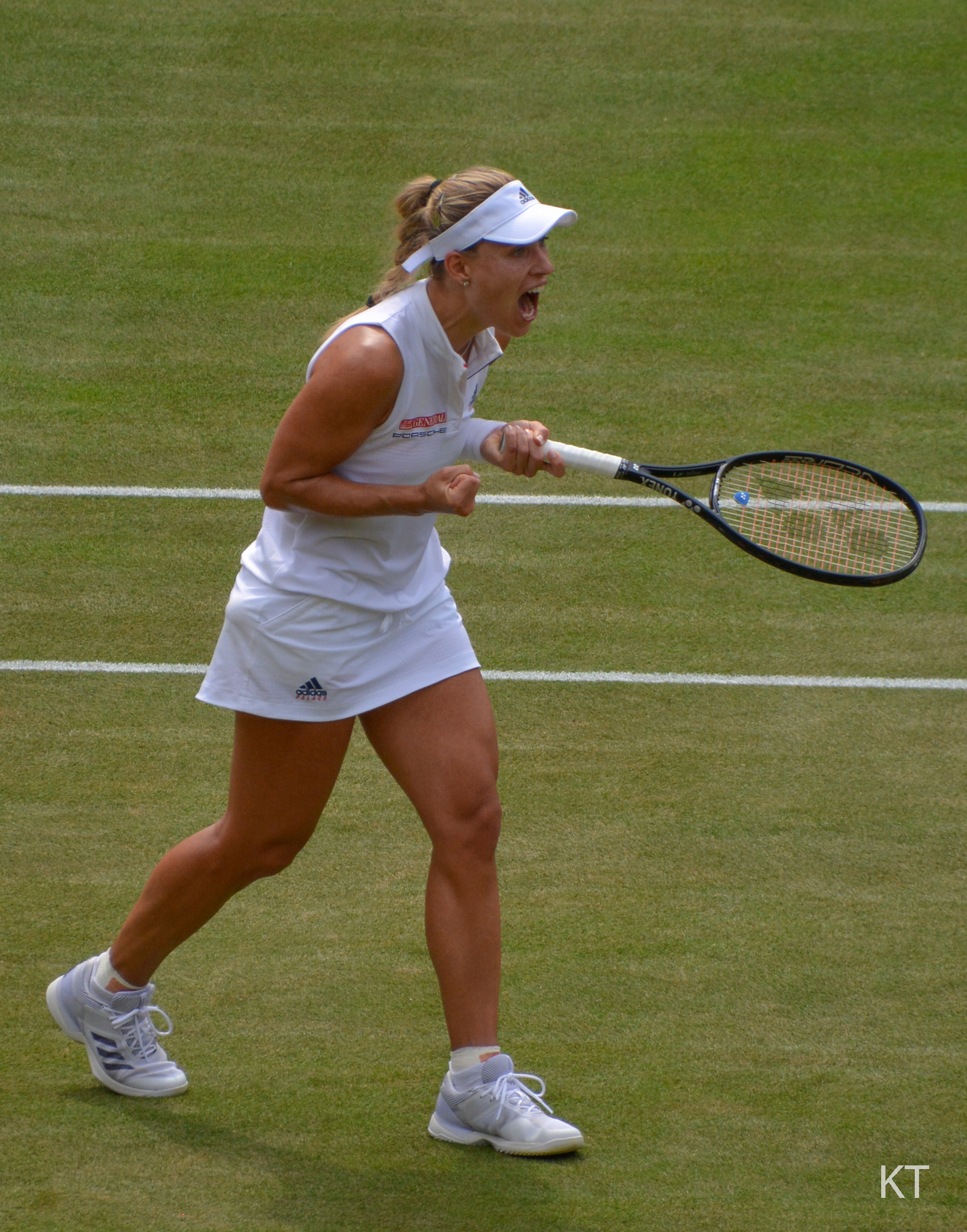
Angelique Kerber vincitrice a Wimbledon 2018

La stagione sull'erba è la migliore per la tedesca: raggiunge la semifinale a Eastbourne venendo sconfitta dalla futura vincitrice Caroline Wozniacki (6-2 6(4)–7 4-6), mentre a Wimbledon porta a casa il titolo prendendosi la rivincita in finale su una rientrante Serena Williams con un doppio 6-3. Grazie alla vittoria del terzo Slam in carriera, la tedesca ritorna al numero quattro delle classifiche WTA. Nella sua corsa al titolo aveva precedentemente estromesso Vera Zvonarëva per 7-5 6-3; Claire Liu per 3-6 6-2 6-4; Naomi Ōsaka, 18ª testa di serie, per 6-2 6-4; Belinda Bencic per 6-3 7–6(5); Dar'ja Kasatkina, 14ª testa di serie, per 6-3 7-5 e Jeļena Ostapenko, dodicesima testa di serie, con un doppio 6-3.
Nel primo torneo dopo il trionfo londinese, a Montréal, viene sconfitta a sorpresa da Alizé Cornet per 4-6 1-6 nel secondo turno. A Cincinnati elimina Anastasija Pavljučenkova in rimonta per 4-6 7-5 6-4, per poi venire sconfitta da Madison Keys per 6-2 6(3)–7 4-6. Nell'ultimo Slam dell'anno, l'US Open, è quarta testa di serie. Dopo avere estromesso Margarita Gasparjan per 7–6(3) 6-3 e Johanna Larsson per 6-2 5-7 6-4 con qualche difficoltà di troppo viene eliminata a sorpresa in rimonta da Dominika Cibulková per 6-3 3-6 3-6. Tuttavia ritorna ad essere la numero tre del ranking mondiale a un anno di distanza. A Wuhan estromette con agilità Madison Keys con il punteggio di 6-0 4-1 a causa del ritiro di quest'ultima, ma nel turno successivo viene sorpresa da Ashleigh Barty, che si impone per 5-7 1-6. Nel successivo torneo di Pechino, dopo essersi sbarazzata di Kristina Mladenovic e Carla Suárez Navarro, viene eliminata dalla padrona di casa Shuai Zhang in tre set. Chiude l'anno partecipando alle WTA Finals, dove le viene attribuita la prima testa di serie per via del ritiro di Simona Halep. Qui, tuttavia, non supera il round robin con un bilancio di una vittoria contro Naomi Ōsaka e due sconfitte con Kiki Bertens e Sloane Stephens. Gli ottimi risultati ottenuti nel corso della prima metà della stagione le hanno permesso di porsi seconda nel ranking di fine anno.

### 2019-2020: anni di insuccessi

#### 2019: prima finale in un Premier Mandatory e uscita dalla Top 10

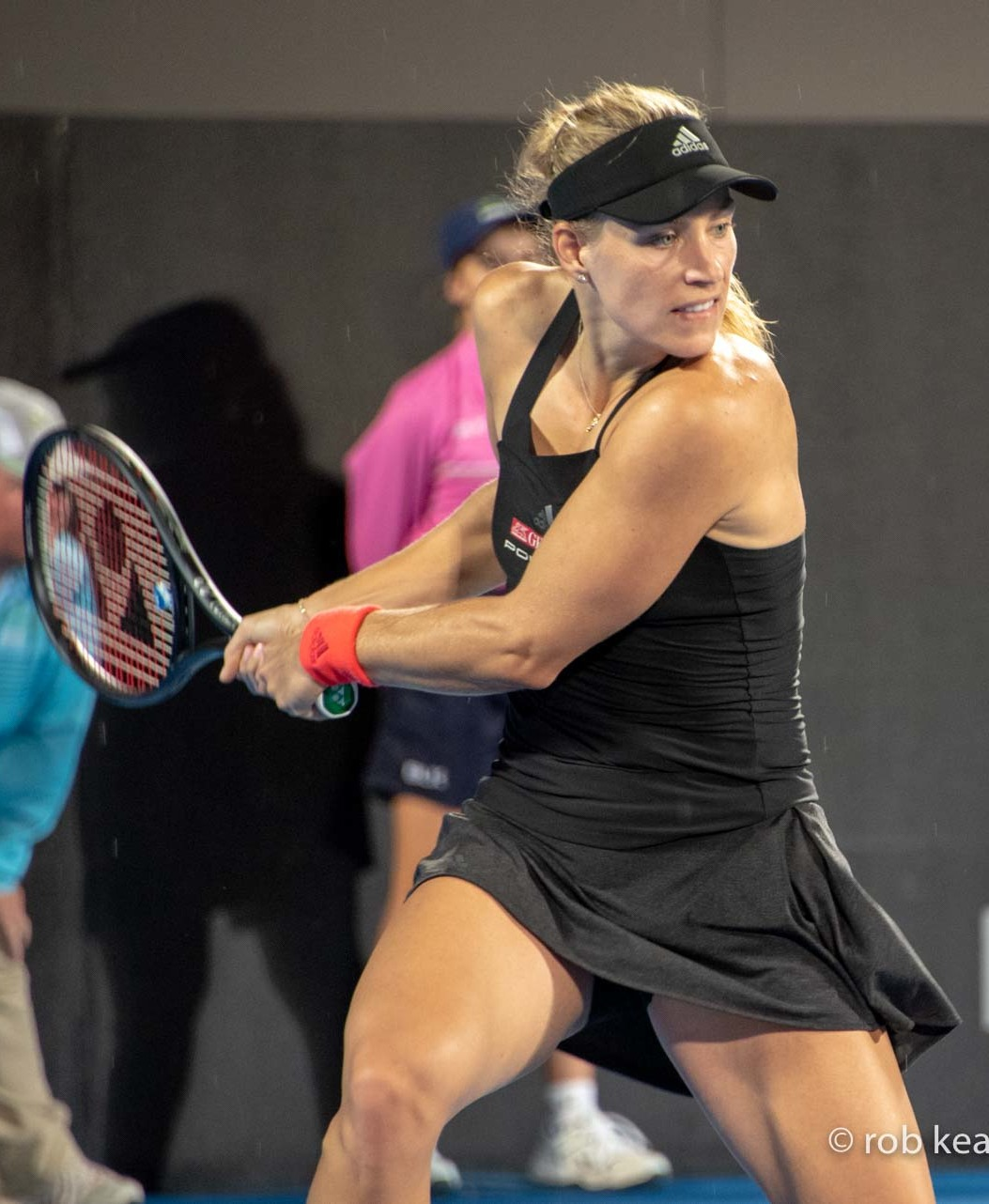
Angelique Kerber a Sydney nel 2019

Angelique inizia la stagione prendendo parte al torneo di Sydney, con l'intento di difendere il titolo; tuttavia viene sconfitta dalla futura vincitrice Petra Kvitová nei quarti di finale. La settimana seguente, agli Australian Open, cede sorprendentemente al quarto turno contro Danielle Collins in due netti set (6-2, 6-0 il parziale). Non essendo riuscita a difendere la semifinale dell'anno precedente, perde quattro posizioni nel ranking passando dalla seconda alla sesta posizione. Torna in campo alcune settimane dopo a Doha, dove, dopo avere ottenuto un bye per il primo turno, estromette Anett Kontaveit con il punteggio di 6-1, 7–6(3). Nei quarti di finale supera Barbora Strýcová in un match rocambolesco conclusosi per 1-6, 6-2, 7–6(4) e accede dunque alla prima semifinale da Wimbledon 2018. In questa circostanza viene però battuta da Elise Mertens in tre set. Nel successivo torneo di Dubai viene estromessa al terzo turno dalla taiwanese Hsieh Su-wei con il punteggio di 7-5, 4-6, 0-6. Partecipa al torneo di Indian Wells dove raggiunge per la prima volta in carriera la finale in un Premier Mandatory eliminando nell'ordine: Julija Putinceva per 6-0 6-2; Natal'ja Vichljanceva per 3-6 6-1 6-3; Aryna Sabalenka, testa di serie numero nove, per 6-1 4-6 6-4; Venus Williams per 7–6(3) 6-3 e Belinda Bencic per 6-4 6-2. La finale la vede opposta alla sorpresa del torneo, la wildcard canadese Bianca Andreescu, contro la quale perde in un combattutissimo match concluso con il punteggio di 4-6 6-3 4-6. Nonostante ciò sale alla quarta posizione del ranking, rientrando nella top 5 dopo circa due mesi. Successivamente disputa il Miami Open, dove si impone su Karolína Muchová per 3-6 6-3 6-3, per poi cedere nuovamente ad Andreescu, che stavolta la estromette con il punteggio di 6-4 4-6 6-1. Tale match viene ricordato per una frase della tennista tedesca, la quale ha definito la giovane canadese una drama queen, ovvero «regina delle sceneggiate». Partecipa dunque al torneo di Monterrey, dove elimina Kristína Kučová per 7–6(4) 6-2, Karolína Muchová per 6-3 6-4 e Kirsten Flipkens per 6-2 6-4, prima di arrendersi in semifinale a Viktoryja Azaranka in tre set. A Stoccarda viene sconfitta facilmente da Kiki Bertens nei quarti di finale, mentre a Madrid si ritira senza scendere in campo nel match valido per il terzo turno contro Petra Martić. Continuano gli insuccessi sulla terra rossa anche a Parigi, dove esce di scena già al primo turno per mano di Anastasija Potapova (4-6 2-6).
Inizia la stagione sull'erba a Maiorca dove, dopo avere estromesso Ysaline Bonaventure per 7-5 4-6 6-2, Marija Šarapova per 6-2 6-3 e Caroline Garcia per 6-3 7–6(5), raggiunge la semifinale. A questo punto viene sconfitta in rimonta da Belinda Bencic, che ha la meglio per 2-6 7–6(2) 6-4. La settimana successiva centra la finale a Eastbourne. Nel corso del torneo si impone facilmente su Samantha Stosur con un doppio 6-4, Rebecca Peterson per 7–6(4) 6-0, Simona Halep (nº8 del ranking) per 6-4 6-3 e usufruisce del ritiro di Ons Jabeur in semifinale senza nemmeno scendere in campo. Successivamente viene nettamente sconfitta da Karolína Plíšková (1-6 4-6), numero tre del mondo. Si presenta a Wimbledon in qualità di campionessa in carica ma, dopo avere facilmente estromesso la connazionale Tatjana Maria per 6-4 6-3, viene rimontata a sorpresa da Lauren Davis, che le impedisce la difesa dei 2000 punti totali, conquistati l'anno precedente. Di conseguenza, al termine del torneo, scende al 12º posto della classifica. Il periodo negativo continua durante il corso di tutta la stagione sul cemento nordamericano: Kerber subisce, infatti, tre sconfitte all'esordio nei tornei di Toronto, Cincinnati e US Open.
In Asia, dopo avere deluso le aspettative a Zhengzhou, sconfitta all'esordio in tre set da Alison Riske, ritrova la vittoria a Osaka, poiché nel match d'esordio liquida una rientrante Nicole Gibbs in due set; nei quarti di finale approfitta del ritiro di Madison Keys, quinta testa di serie, sul punteggio di 2-1 in favore della tedesca nel terzo e decisivo set. In semifinale, la prima in tre mesi, si arrende in due set ad Anastasija Pavljučenkova. Nel Premier 5 di Wuhan cede nel primo turno a sorpresa a Mónica Puig, nº71 del ranking, la quale ha la meglio con il punteggio di 7–6(5) 5-7 6-1. Chiude la stagione la settimana successiva con la partecipazione al China Open, torneo da cui esce di scena al secondo turno sorpresa da Polona Hercog. In particolare, nel post-partita del primo turno contro Zhang Shuai, vinto in tre set, si è verificata un'aggressione da parte di un membro del team della cinese nei confronti di un fan della tedesca.

#### 2020: scarsi risultati e uscita dalla Top 20
Apre l'anno rimediando una sconfitta a Brisbane nel primo turno, estromessa dalla padrona di casa Samantha Stosur con il punteggio di 6(5)–7 6(4)–7. Prende parte al nuovo torneo Premier di Adelaide, che sostituisce quello di Sydney. Qui si sbarazza di Wang Qiang per 6-1 6-3, per poi essere costretta al ritiro per infortunio nel match contro Dajana Jastrems'ka, futura finalista, mentre si trovava sotto di 3-6 0-2. Decide, comunque, di prendere parte all'Australian Open: qui si impone su Elisabetta Cocciaretto con un doppio 6-2, Priscilla Hon per 6-3 6-2 e Camila Giorgi per 6-2 6(4)–7 6-3. Successivamente cede nel quarto turno contro Anastasija Pavljučenkova, la quale elimina la tedesca in rimonta il punteggio finale di 6(5)–7 7–6(4) 6-2. Successivamente si ferma a causa dell'infortunio subito ad Adelaide al tendine rotuleo della gamba sinistra. A causa di ciò è costretta a dare forfait ai tornei di Dubai, Doha e anche Indian Wells, il quale l'aveva vista finalista nell'edizione precedente. Per quanto riguarda la classifica mondiale esce fuori dalla top 20, scivolando alla 21ª posizione.
Successivamente scoppia la pandemia di COVID-19 causando la cancellazione e il rinvio dei tornei della stagione fino a settembre: tra questi anche gli Slam di Parigi e Londra (torneo non disputato solamente nel 1945 per via della seconda guerra mondiale) e le Olimpiadi di Tokyo, posticipate al luglio 2021. Per quanto riguarda la classifica, la WTA decide di congelare i punti di tutte le tenniste al 9 marzo 2020.
Ritorna in campo agli US Open raggiungendo con facilità gli ottavi di finale ai danni di Ajla Tomljanović, Anna-Lena Friedsam e Ann Li; viene poi fermata da Jennifer Brady, futura semifinalista e sorpresa del torneo, con il punteggio di 1-6 4-6. In seguito, esce prematuramente all'esordio a Roma e nell'Open di Francia, perdendo rispettivamente contro Kateřina Siniaková e Kaja Juvan.

### 2021: tredicesimo titolo WTA, ritorno in semifinale in uno Slam, in un WTA 1000 e in Top 20
Angelique apre il 2021 giocando il Grampians Trophy di Melbourne, dove, da ottava testa di serie, elimina Kateřina Siniaková e Ons Jabeur, approdando ai quarti di finale. Nella circostanza, cede a Maria Sakkari (4-6 2-6). Agli Australian Open, delude le aspettative, perdendo all'esordio da Bernarda Pera (0-6 4-6). Non va meglio a Doha e Dubai, dove raccoglie solo una vittoria in tre match. A Miami, dopo un bye al primo turno, rifila un roboante doppio 6-0 a Renata Zarazúa prima di arrendersi a Viktoryja Azaranka. A Stoccarda, dà avvio alla stagione su terra: esce di scena al secondo turno contro Elina Svitolina (6(4)-7 3-6). Anche a Madrid si ferma al secondo turno, battuta da Petra Kvitová per 4-6 5-7. A Roma approda al terzo turno, dove cede a Jeļena Ostapenko in tre set. Al Roland Garros, per il terzo anno consecutivo, perde all'esordio, stavolta eliminata dalla qualificata Anhelina Kalinina (2-6 4-6).

In seguito, Angelique comincia a Berlino la parte di stagione sull'erba: batte Misaki Doi (6-2 6-1) prima di cedere nuovamente a Viktoryja Azaranka. Dopodiché, si presenta al nuovo torneo WTA di Bad Homburg, dove è la quarta testa di serie. Nei primi due turni, lascia le briciole alle russe Jašina (6-1 6-1) e Blinkova (6-0 6-2); nei quarti (i secondi in stagione), rimonta un set di svantaggio ad Amanda Anisimova, approdando alla prima semifinale annuale. Nella circostanza, si prende la rivincita su Petra Kvitová, battendola per 3-6 6-4 7-6(3) e qualificandosi per la sua 21ª finale WTA in carriera. Nell'ultimo atto, Kerber sconfigge Kateřina Siniaková (6-3 6-2) e si aggiudica il tredicesimo titolo nel circuito maggiore, il terzo su erba e il primo da Wimbledon 2018.

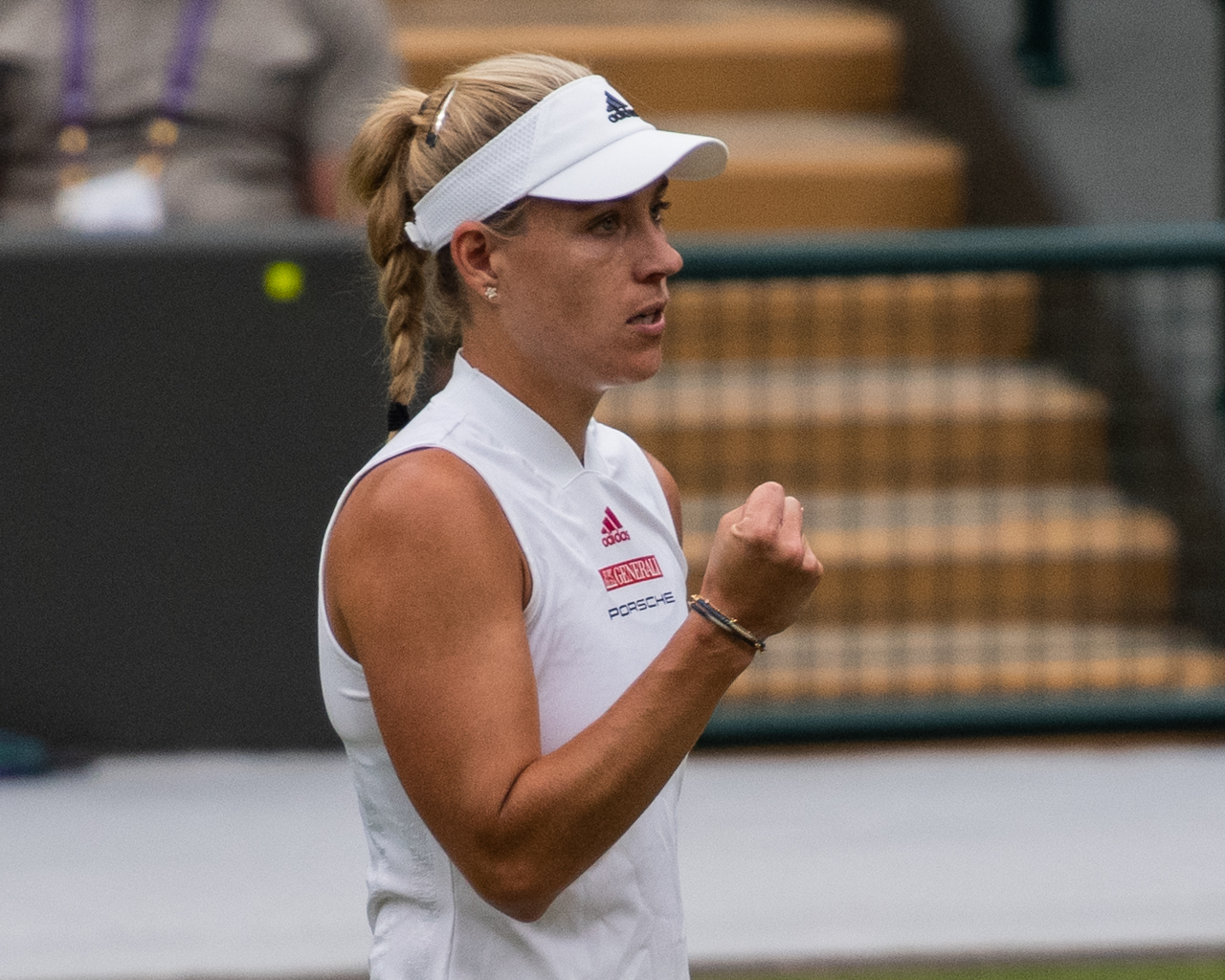
Angelique Kerber al torneo di Wimbledon 2021

La tedesca si presenta al torneo di Wimbledon in fiducia: si impone su Nina Stojanović (6-4 6-3) e Sara Sorribes Tormo, contro quest'ultima al termine di una battaglia di tre ore e ventuno minuti (7-5 5-7 6-4). Al terzo turno, Angelique estromette la bielorussa Aljaksandra Sasnovič (2-6 6-0 6-1), tornando agli ottavi dei Championships dopo tre anni. Nella circostanza, Kerber elimina la giovane Cori Gauff con un doppio 6-4, riuscendo a centrare il suo quinto quarto di finale a Wimbledon e restando l'unica ex campionessa londinese ancora in gara. Qui, elimina Karolina Muchova con il punteggio di 6-2 6-3, assicurandosi la partecipazione alle semifinali del torneo, dove incrocia la numero uno del mondo Ashleigh Barty. Angelique viene sconfitta dall'australiana per 3-6 6(3)-7, non riuscendo a sfruttare un break di vantaggio nel secondo set.
Annunciato il forfait dalle Olimpiadi di Tokyo, scende in campo a Cincinnati il 17 agosto, estromettendo facilmente Maria Sakkarī con un periodico 6-2. In seguito, riesce ad avere la meglio contro la Top 5 Elina Svitolina (7-5 2-6 6-4), per poi superare in rimonta Jeļena Ostapenko. Nei quarti di finale, si aggiudica il primo parziale contro Petra Kvitová, prima di usufruire del ritiro di quest'ultima sul punteggio di 3-3 nel secondo set per problemi di stomaco: si tratta del millesimo match nel circuito professionistico disputato in carriera per la tennista tedesca. Accede così alla terza semifinale consecutiva, dove sfiderà ancora una volta Barty, provando a vendicarsi della recente sconfitta. Per quanto riguarda la classifica, rientra tra le migliori venti giocatrici al mondo, issandosi alla 18ª posizione del ranking. Nella semifinale, Angelique cede nuovamente alla n°1 del mondo, con lo score di 2-6 5-7. Agli US Open, Kerber esordisce contro Jasterms'ka e si impone in rimonta (3-6 6-4 7-6(3)), recuperando da 3-5 nel set decisivo; al secondo turno batte Kalinina (6-3 6-2), prendendosi la rivincita su colei che l'aveva eliminata al primo turno all'Open di Francia. Al terzo turno, sconfigge Sloane Stephens per 5-7 6-2 6-3 mentre agli ottavi di finale cede alla futura finalista del torneo Leylah Annie Fernandez, con lo score di 6-4 6(5)-7 2-6. A Ostrava incassa una sconfitta all'esordio contro Teichmann (2-6 3-6) mentre a Indian Wells, dopo il bye al primo turno, trova la ceca Siniaková: Kerber si impone in tre set, per 6-1 6(4)-7 7-5; al terzo turno, supera Kasatkina (6-2 1-6 6-4) mentre agli ottavi lascia cinque giochi a Tomljanović, accedendo ai quarti del torneo californiano per la quinta volta in carriera. Nella circostanza, incontra la spagnola Badosa, n°21 del seeding: Angelique cede in due set all'avversaria (4-6 5-7).
Termina l'anno al n°16 del mondo

### 2022-2023: quattordicesimo titolo WTA e pausa per maternità
Angelique inizia l'anno all'Australian Open, dove perde all'esordio da Kaia Kanepi (4-6 3-6). Dopo una sconfitta al primo turno a Doha contro Jil Teichmann, a Indian Wells centra i primi successi dell'anno contro Zheng Qinwen (6-2 5-7 6-4) e Dar'ja Kasatkina (6-2 6-1); negli ottavi, cede il passo in tre set Iga Świątek, futura vincitrice del titolo. In seguito, subisce tre sconfitte all'esordio subite in altrettanti tornei giocati: a Miami contro Naomi Ōsaka, a Stoccarda contro Anett Kontaveit e a Roma contro Coco Gauff. Ritrova fiducia sui campi del torneo 250 di Strasburgo, che si aggiudica al termine di una splendida battaglia durata tre ore e sedici minuti di gioco contro la giovane slovena Kaja Juvan per 7-6(5), 6(0)-7, 7-6(5): per la teutonica, si tratta del quattordicesimo torneo WTA vinto e del primo successo in assoluto sulla terra rossa outdoor. Nella sua corsa al titolo, Kerber si era imposta su Diane Parry, Aljaksandra Sasnovič, Magda Linette e aveva approfittato del ritiro di Océane Dodin dopo aver vinto il primo set al tie-break. La tedesca si presenta quindi al Roland Garros da 21° testa di serie: batte in rimonta Fręch (2-6 6-3 7-5) e poi la wild-card Jaquemot, tornando al terzo turno dello slam parigino per la prima volta dal 2018; nel match valevole per gli ottavi, Kerber cede a sorpresa alla bielorussa Sasnovič in due set. Su erba, non difende il titolo di Bad Homburg, dove si ferma nei quarti contro Cornet. A Wimbledon, elimina Mladenovic e Linette, prima di arrendersi ad Elise Mertens per 4-6 5-7.
Il 24 agosto, alla vigilia dello US Open, annuncia sui propri social di essere incinta, prendendosi una pausa dal circuito WTA.
Chiude l'anno al n°103 del mondo, fuori dalle prime cento per la prima volta dal 2009.

### 2024: breve ritorno nel circuito e ritiro.
Dopo aver dato alla luce alla piccola Liana nel febbraio 2023, a ottobre annuncia di voler rientrare nel circuito maggiore a partire dal 2024.
La tedesca torna ufficialmente in campo in occasione della United Cup 2024 dove gareggia per la Germania. Nel primo tie contro l'Italia Kerber perde il primo singolare contro Jasmine Paolini, tuttavia, grazie al successo con Zverev nel misto, regala il punto del 2-1 alla nazionale tedesca. Nella sfida contro la Francia torna a vincere un set contro la top-20 Garcia, ma esce ugualmente sconfitta dall'incontro; nonostante la sconfitta nel tie contro i transalpini per 2-1, la Germania passa alla fase successiva della competizione come migliore seconda. Nella sfida di quarti Kerber cede nettamente a Sakkarī, ma, come successo contro l'Italia, contribuisce al successo nel misto assieme a Zverev, qualificando la Germania alla semifinale. Nella circostanza trova la prima vittoria del suo rientro contro Tomljanović al tie-break del terzo set, collaborando al 2-1 che manda la nazionale tedesca in finale di United Cup per la prima volta. Nell'ultimo turno nonostante la netta sconfitta di Kerber contro la n°1 del mondo Świątek (3–6, 0–6), le vittorie di Zverev nel singolare (annullando match point a Hurkacz) e in doppio con Siegemund regalano alla Germania il titolo.
Grazie al ranking protetto, prende parte al suo primo slam da Wimbledon 2022, ovvero l'Australian Open dove al primo turno, viene estromessa da Collins. Partecipa al torneo di Linz grazie a una wild-card, ma si arrende subito all'italiana Bronzetti. Ad Indian Wells Kerber trova il primo buon risultato di stagione battendo Petra Martić e poi la n°10 del mondo Jeļena Ostapenko, tornando così a vincere su una top-10 dopo quasi tre anni dall'ultima volta. Al terzo turno elimina Veronika Kudermetova in due set, mentre agli ottavi cede il passo ad un'altra tennista rientrante, Caroline Wozniacki.
Dopo due sconfitte all'esordio a Miami e Stoccarda, accede al torneo di Roma grazie al ranking protetto: dopo due successi comodi su Davis e Kudermetova, al terzo turno batte Sasnovič. Nei suoi primi ottavi in un mille su terra dal 2018, la tedesca viene sconfitta dalla n°1 del mondo Świątek. Esce al primo turno nei successivi quattro tornei prima di affrontare le olimpiadi di Parigi, ultimo torneo della sua carriera, avendo manifestato la volontà di ritirarsi dopo di essi. Qui saluta il pubblico con una grande prestazione, eliminando una dopo l'altra Ōsaka, Cristian e Fernandez, prima di essere battuta dalla futura medaglia d'oro, Zheng Qinwen.

## Vita privata
Grande appassionata di calcio, Angelique Kerber tifa per il club tedesco del Bayern Monaco. Ha spesso citato la connazionale Steffi Graf come il suo idolo d'infanzia e modello d'ispirazione.
Angelique Kerber è di religione cattolica e ha dichiarato in un'intervista che per lei "nei momenti difficili la fede in Dio è un'ancora".
Il 24 agosto 2022 ha annunciato che si sarebbe presa una pausa dal tennis poiché aveva scoperto di essere incinta. La rivista Bild ha riportato che il padre del figlio di Kerber è Franco Bianco, imprenditore originario di Königstein im Taunus. La figlia della coppia, Liana, è nata il 25 febbraio 2023.

## Statistiche

### Singolare

#### Finali del Grande Slam

##### Vinte (3)
| Anno | Torneo                      | Superficie | Avversaria in finale | Risultato     |
| ---- | --------------------------- | ---------- | -------------------- | ------------- |
| 2016 | Australian Open, Melbourne  | Cemento    | Serena Williams      | 6–4, 3–6, 6–4 |
| 2016 | US Open, New York           | Cemento    | Karolína Plíšková    | 6–3, 4–6, 6–4 |
| 2018 | Torneo di Wimbledon, Londra | Erba       | Serena Williams      | 6–3, 6–3      |

##### Perse (1)
| Anno | Torneo                      | Superficie | Avversaria in finale | Risultato |
| ---- | --------------------------- | ---------- | -------------------- | --------- |
| 2016 | Torneo di Wimbledon, Londra | Erba       | Serena Williams      | 5–7, 3–6  |

#### Risultati in progressione nei tornei dello Slam
| Sigla | Risultato               |
| ----- | ----------------------- |
| V     | Vincitore               |
| F     | Finalista               |
| SF    | Semifinalista           |
| O     | Oro olimpico            |
| A     | Argento olimpico        |
| SF    | Bronzo olimpico         |
| QF    | Quarti di Finale        |
| 4T    | Quarto turno            |
| 3T    | Terzo turno             |
| 2T    | Secondo turno           |
| 1T    | Primo turno             |
| RR    | Round Robin             |
| LQ    | Turno di qualificazione |
| A     | Assente                 |
| ND    | Non disputato           |

| Legenda superfici    |
| -------------------- |
| Cemento              |
| Terra battuta        |
| Erba                 |
| Superficie variabile |

| Torneo                 | 2006 | 2007 | 2008 | 2009 | 2010 | 2011 | 2012 | 2013 | 2014 | 2015 | 2016 | 2017 | 2018 | 2019 | 2020 | 2021 | 2022 | 2023 | 2024 | Titolo | V–S    |
| ---------------------- | ---- | ---- | ---- | ---- | ---- | ---- | ---- | ---- | ---- | ---- | ---- | ---- | ---- | ---- | ---- | ---- | ---- | ---- | ---- | ------ | ------ |
| Tornei del Grande Slam |      |      |      |      |      |      |      |      |      |      |      |      |      |      |      |      |      |      |      |        |        |
| Australian Open        | A    | Q1   | 2T   | 1T   | 3T   | 1T   | 3T   | 4T   | 4T   | 1T   | V    | 4T   | SF   | 4T   | 4T   | 1T   | 1T   | A    | 1T   | 1 / 16 | 32–15  |
| Open di Francia        | A    | 1T   | 1T   | Q2   | 2T   | 1T   | QF   | 4T   | 4T   | 3T   | 1T   | 1T   | QF   | 1T   | 1T   | 1T   | 3T   | A    | 1T   | 0 / 16 | 19–16  |
| Wimbledon              | A    | 1T   | 1T   | Q2   | 3T   | 1T   | SF   | 2T   | QF   | 3T   | F    | 4T   | V    | 2T   | ND   | SF   | 3T   | A    | 1T   | 1 / 14 | 38–13  |
| US Open                | A    | 1T   | Q1   | 2T   | 1T   | SF   | 4T   | 4T   | 3T   | 3T   | V    | 1T   | 3T   | 1T   | 4T   | 4T   | A    | A    |      | 1 / 14 | 31–13  |
| Vittorie-sconfitte     | 0–0  | 0–3  | 1–3  | 1–2  | 5–4  | 5–4  | 14–4 | 10–4 | 12–4 | 6–4  | 20–2 | 6–4  | 18–3 | 4–4  | 6–3  | 8–4  | 24–6 | 0–0  | 0–3  | 3 / 61 | 120–58 |